# Coryphaena hippurus
La corifena o lampuga (Coryphaena hippurus (Linnaeus, 1758)) conosciuta anche come corifena cavallina, pesce capone o pesce settembrino è un pesce osseo pelagico appartenente alla famiglia dei Coryphaenidae. Nel mondo è conosciuta anche con il nome di Dorado o Mahi-Mahi.

## Distribuzione e habitat
La lampuga è una specie migratoria diffusa nelle acque tropicali e subtropicali di Atlantico, Pacifico e Indiano. È presente anche nel Mar Mediterraneo. Appare sulle coste soltanto al tempo della deposizione delle uova (in estate), per poi andare in acque più calde all'inizio dell'autunno. Si trova in grandi popolazioni soprattutto in alcune località come le Azzorre, Madagascar e Galapagos.

## Descrizione
Presenta un corpo lungo, compresso ai fianchi, con profilo frontale arrotondato e sporgente. Il corpo si riduce al peduncolo caudale. La pinna dorsale è lunga, alta all'inizio, diminuisce in altezza verso la fine. Le pettorali sono lunghe e appuntite, così come le ventrali. La pinna anale è poco sviluppata in altezza, ma copre 1/3 del ventre del pesce. La coda è fortemente forcuta. 

La livrea è grigio azzurra, tendente al blu sul dorso e al giallo su fianchi e ventre. Il suo colore varia a seconda della luce: magnifico azzurro o porporino, con riflessi metallici di ogni sorta, o giallo-oro.

Raggiunge una lunghezza massima di circa 2 metri ed un peso di circa 20 chilogrammi. Nei mari italiani il peso medio delle catture varia da 3-4 etti a 8 chilogrammi, ma sono stati pescati anche esemplari più grandi soprattutto nel mar Ligure.

## Biologia
Si ciba di piccoli pesci, specialmente di quelli che abitano gli strati superiori dell'acqua, e principalmente delle diverse specie di pesci volanti. È nota ai pescatori per la sua voracità.
La lampuga presenta un accrescimento molto rapido nel primo anno di età. La maturità sessuale è raggiunta entro il primo anno di vita.

## Pesca
La sua carne è molto apprezzata e ben pagata: questo pesce è oggetto di pesca commerciale e ambita preda di pesca sportiva. 

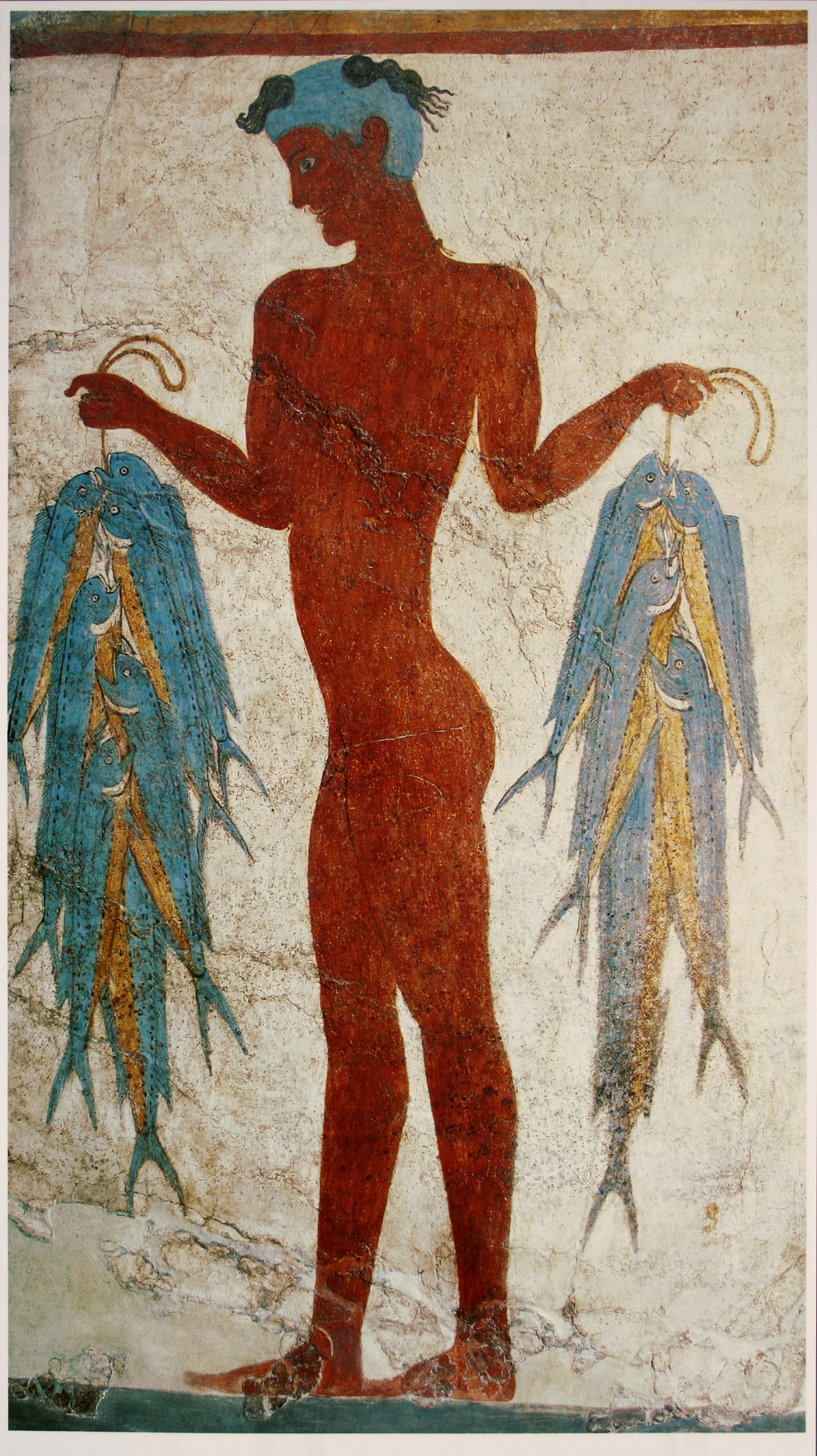
Lampughe in un affresco d'epoca minoica (Akrotiri)

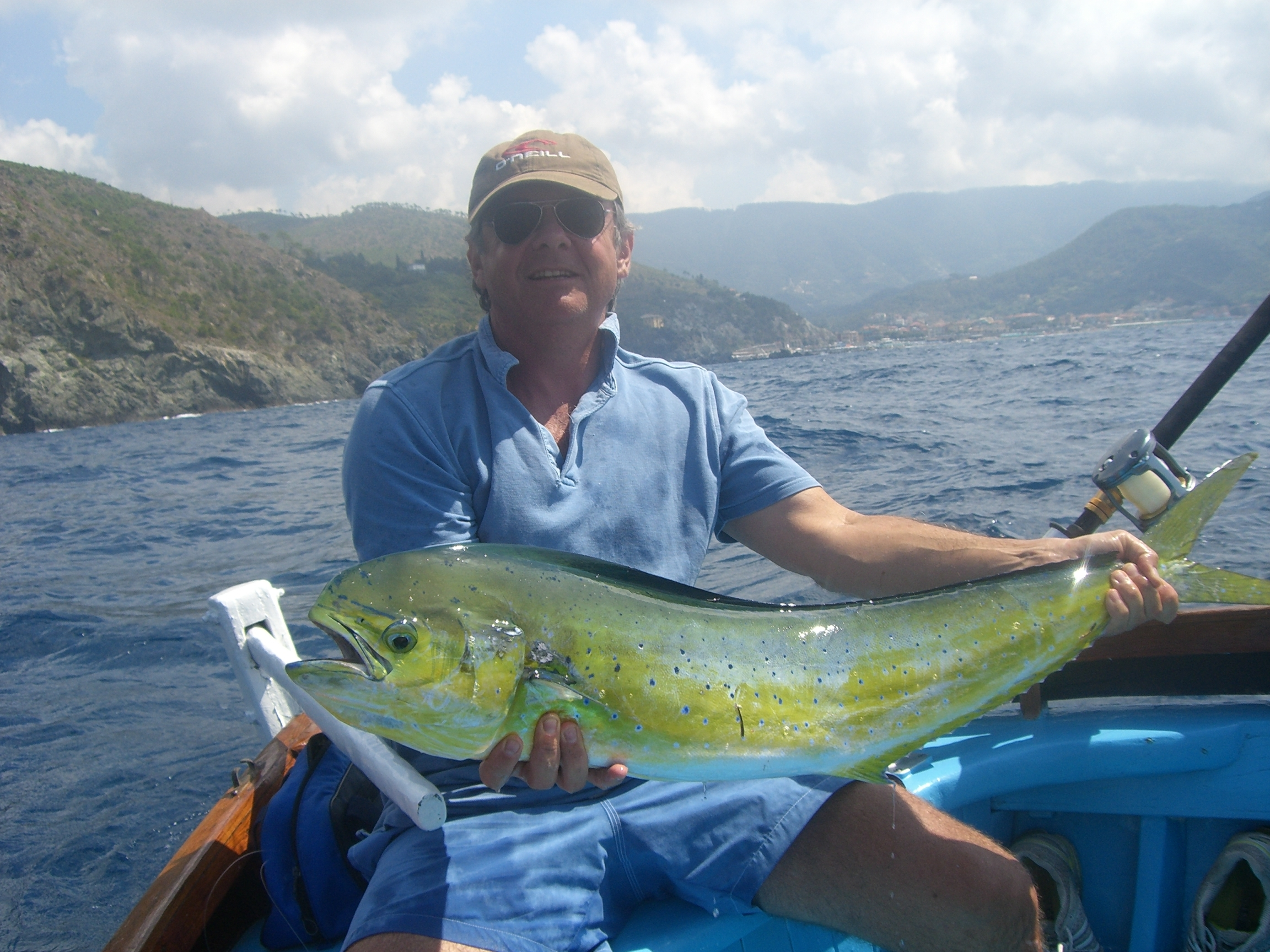
Lampuga, Levanto (SP)

È uno dei pesci da traina costiera per eccellenza, apprezzato soprattutto a causa della forte reazione che oppone alla cattura, effettuando numerosi salti fuor d'acqua. Al contrario di tonnetti e palamite, raramente si manifesta.
In Sicilia, specialmente nella zona di Porto Palo di Capo Passero, e sull'isola d'Ischia ( A pesca di lampughe sull'isola d'Ischia, su prontoischia.it. URL consultato il 27 settembre 2023.) i pescatori usano piazzare al largo delle coste, gruppi di foglie di palma legate tra loro in modo da creare una zona d'ombra in superficie; una zavorra a fondo fa sì che le suddette foglie non vengano trasportate dalla corrente, le lampughe si radunano sotto la zona d'ombra, dove poi vengono catturate con reti da circuizione. Si può insidiare con la canna da pesca effettuando traina costiera con piccoli octopus oppure da riva utilizzando l'aguglia viva, piccoli cefali o pezzi di salame flotterati.

## Curiosità
Nell'inglese americano, un nome comune per questa specie è dolphinfish, spesso abbreviato dai pescatori semplicemente in dolphin, termine che genera facilmente confusione con i delfini, i noti mammiferi marini, anch'essi chiamati appunto dolphins. Inganno in cui è stata tratta anche la pur eccellente traduttrice Fernanda Pivano, che nella versione italiana de Il vecchio e il mare descrive appunto il protagonista che, in breve tempo, issa a bordo un "delfino" e lo mangia completamente, impresa in cui assai difficilmente un solo uomo anziano riuscirebbe con un vero delfino. 

In Sicilia, anticamente, il pesce Capone si preparava in cucina con cipolla, sedano, olive, capperi e aceto: il piatto prendeva il nome di “Caponatina”; oggigiorno al posto del pesce si usano le melanzane, ma il nome è rimasto immutato.
Il pesce è il simbolo del Club Social y Deportivo Dorados de Sinaloa.
Il pesce è simbolo della costellazione del Dorado, nel cielo australe.
Nell'estate del 1972, le corifene hanno contribuito alla salvezza della famiglia Robertson che, a seguito dell'affondamento della loro goletta Lucette da parte di un gruppo di orche, ha trascorso trentasette giorni nelle acque equatoriali dell'Oceano Pacifico. I naufraghi, infatti, come descritto dallo stesso Dougal Robertson nel diario/racconto Naufraghi nel deserto blu, sono riusciti a sopravvivere soprattutto grazie alla cattura di molte tartarughe di mare e di squali, ma anche in seguito alla pesca di numerose corifene, abbondanti nelle zone in cui è avvenuto il naufragio. Questi pesci, inoltre, hanno accompagnato la famiglia Robertson lungo tutto il tragitto in mare fino alla salvezza, nuotando costantemente sotto il gommone prima e la barca di salvataggio poi, ripetutamente descritte da Dougal nei loro salti fuor d'acqua per inseguire pesci volanti o scappare dagli squali, e riflettendo la luce solare con le loro scaglie variopinte, contribuendo ad arricchire di fascino la drammatica esperienza della famiglia nella lotta alla sopravvivenza.